# Karmeliter-Konventshaus (Heilbronn)

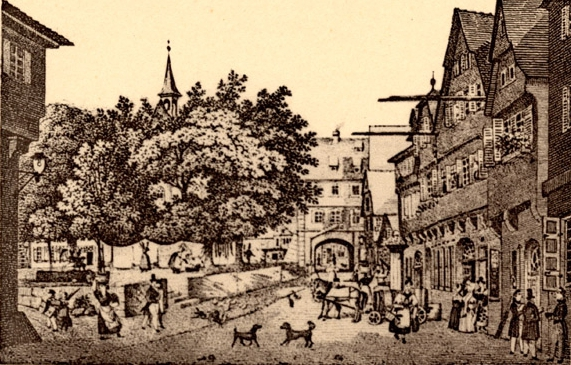
Kirchhöfle, Lithographie der Gebrüder Wolff in Heilbronn. Blick auf die Pforte des Konvents der Karmeliten

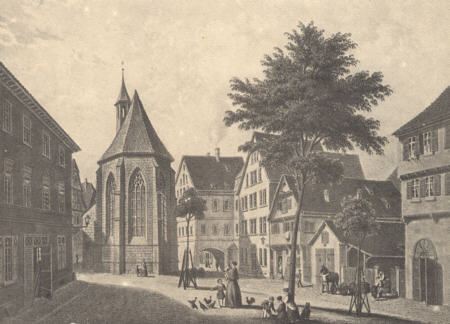
Nikolaikirche mit Kirchhoefle um 1850. An der Nordseite der Kirche der Konvent der Karmeliten.

Das Karmeliter-Konventshaus war ein Konvent der Karmeliten in der Sülmerstraße 74 in Heilbronn. Die Ruine des kriegsbeschädigten Hauses wurde 1953 abgerissen.

## Geschichte
Das Gebäude, das 1487 zum ersten Mal erwähnt wurde, diente den Ordensbrüdern des außerhalb der Stadtgrenzen gelegenen Karmelitenklosters als Konvent. Nach der Zerstörung des Heilbronner Karmelitenklosters im Jahre 1632 wurde das Haus wieder von den Karmeliten bewohnt, die das Gebäude in den Jahren 1739 bis 1743 im Stil des Barock umgestalten ließen.
In den letzten Jahren seines Bestehens diente das Gebäude als Frauenkochschule und als Stadtbibliothek. Im Krieg schwer beschädigt, wurde am 12. April 1953 damit begonnen, die Ruine des ehemaligen Konventshauses am Kirchhöfle 1, abzubrechen, wobei die Inschriftentafel mit den historischen Daten des Hauses in das Historische Museum gelangte.
Das Konvents-Gebäude ruhte im südlichen Teil auf einem breiten, rundbogigen Durchgang, der von starken Streben gestützt wurde. Dieser diente gleichzeitig als Tor, um vom Kirchhöfle zur Sülmerstraße zu gelangen. Die Gebrüder Wolff hielten es in einer Lithographie fest.